# Promenade plantée
La Promenade plantée (Passeggiata alberata o Passeggiata fiorita) è un lungo spazio verde adibito a passeggiata pedonale e parco pubblico situato nel XII arrondissement di Parigi, in Francia. Il suo nome ufficiale è La Coulée verte René-Dumont.
È situata sul tracciato di una vecchia linea ferroviaria dismessa - la ligne de Vincennes (la linea per Vincennes) - in parte sopraelevata e in parte in trincea, e si estende per 4,7 chilometri da Place de la Bastille fino al Boulevard périphérique di Parigi, sulla Rive droite della Senna. La sua particolarità è quella di scorrere in mezzo alle abitazioni offrendo suggestivi scorci su alcune vie e piazze della città.
Le stazioni della metropolitana di Parigi più prossime alla Promenade plantée sono Bastille, Gare de Lyon, Montgallet, Daumesnil, Bel-Air.

## Caratteristiche

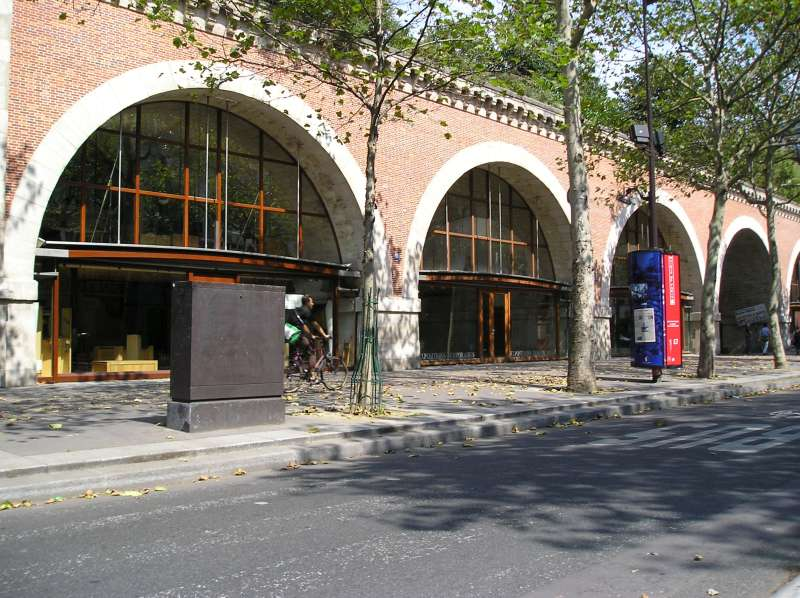
Il Viaduc des Arts visto dalla Avenue Daumesnil; la Promenade plantée è situata sulla sommità del viadotto

La passeggiata - sopraelevata rispetto al piano stradale del boulevard che costeggia - ha inizio in prossimità dell'Opera Bastille, in corrispondenza del cosiddetto Viadotto delle Arti (Viaduc des Arts), e si conclude in prossimità del boulevard che funziona da tangenziale alla porta Montempoivre (precisamente all'incrocio tra il Boulevard Carnot, il Viale Émile Laurent e la Rue Édouard Lartet).

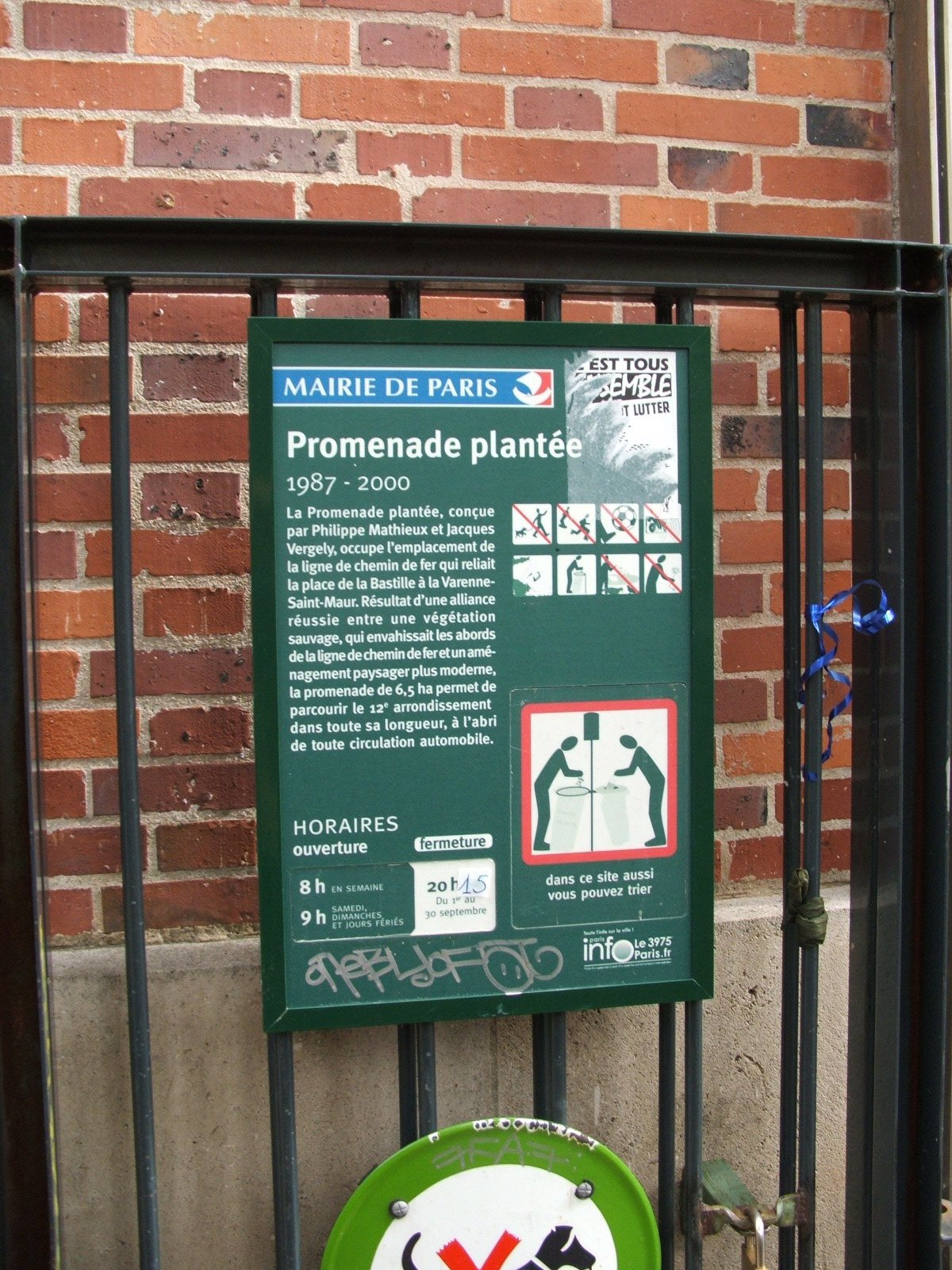
Pannello all'ingresso della Promenade dalla parte di Place de la Bastille

Alla promenade si accede da una breve scalinata o attraverso un leggero pendio. La parte occidentale della passeggiata, situata sul Viadotto delle Arti, è accessibile ai pedoni attraverso una scala a chiocciola o con ascensori che salgono dall'avenue Daumesnil.
Il lato orientale del percorso è affiancato, nella parte che rasenta la strada, da una pista ciclabile che favorisce la possibilità di praticare del ciclismo da passeggio.
Dalla Bastiglia, la passeggiata segue un primo percorso a sud-est sul Viadotto per le arti, una decina di metri sopra l'Avenue Daumesnil per poi proseguire in parte verso est in direzione della tangenziale e della porta Montempoivre e in parte a sud in senso obliquo verso l'antica strada che porta in periferia. Il punto terminale del percorso è prossimo al Bois de Vincennes. Nel 2010, l'accesso alla promenade dal lato del Boulevard périphérique di Parigi è stato chiuso, mentre il Bois de Vincennes è rimasto accessibile dalle strade di congiunzione che si snodano verso Saint-Mandé.
Diversi sono i giardini che si sviluppano lungo il percorso pedonale che ha una superficie di 3,7 ettari. Dal punto di vista botanico, è interessante osservare che in molti punti della passeggiata sono state volutamente conservate le piante spontanee nate durante il periodo di abbandono. Per questo motivo, il percorso si rivela molto interessante anche per gli studiosi. Complessivamente, le aree verdi si sviluppano su 6,5 ettari.

## Storia

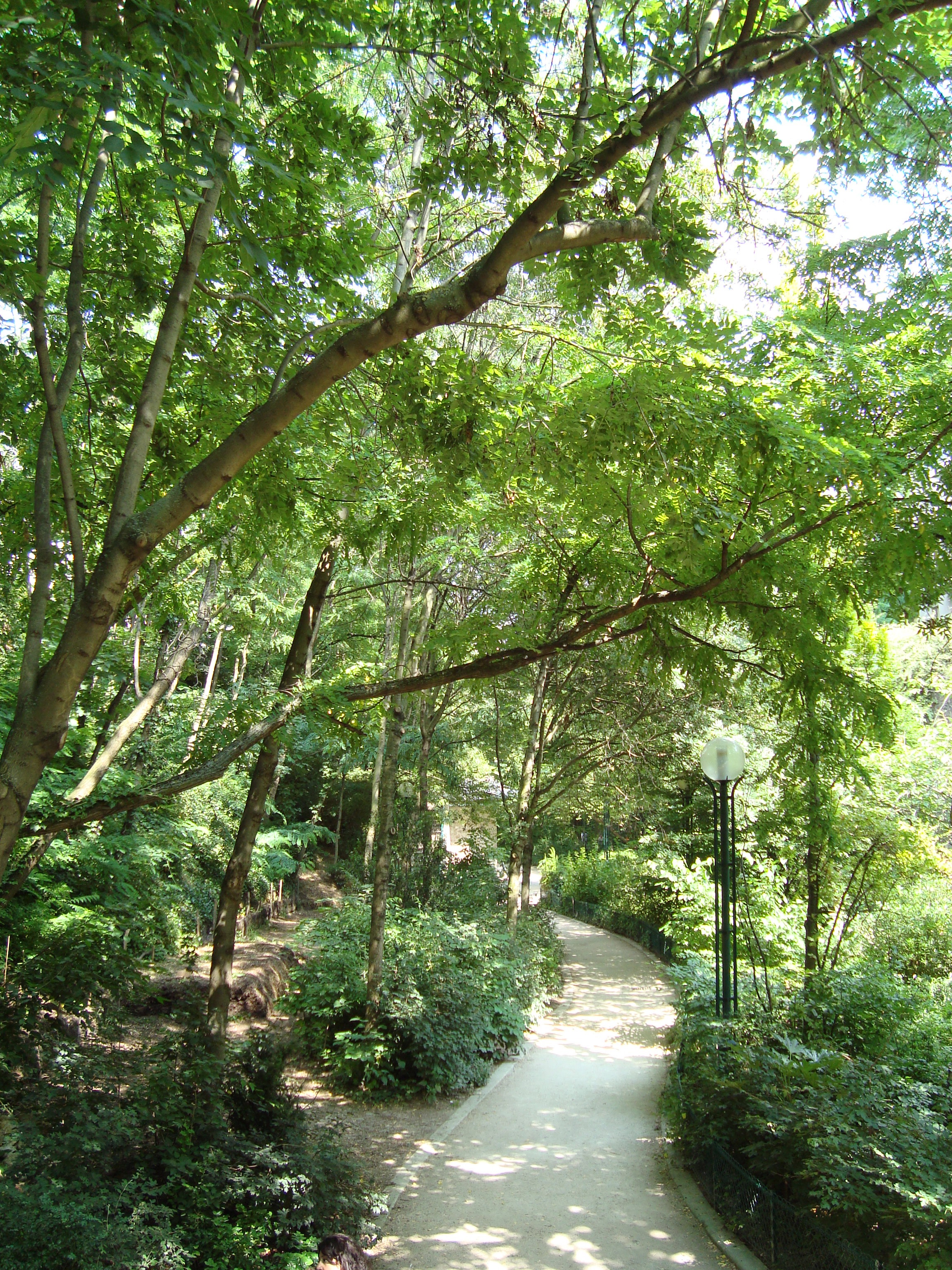
La promenade a Rue de Picpus

Se è vero che esistono altri esempi di linee ferroviarie dismesse e riconvertite a parco o a passeggiata, la Promenade plantée è tuttavia il primo spazio verdi a snodarsi in maniera sopraelevata sfruttando un unico viadotto. New York ha riconvertito ugualmente una parte della cosiddetta High Line in un parco inaugurato nel 2009; altre trasformazioni simili sono state poste allo studio in altre località statunitensi ed europee, come Saint Louis, Filadelfia, Jersey City, Chicago, Rotterdam.
Nella stessa Parigi la Promenade plantée non è l'unico spazio verde costruito su un tracciato ferroviario dismesso: nel XVI arrondissement di Parigi, fra la porte d'Auteuil e la stazione della metro a La Muette, una parte della ligne d'Auteuil è stata trasformata in passeggiata. Inoltre nel XVII arrondissement la  Promenade Pereire è stata realizzata sul percorso della Petite Ceinture.

### Riconversione dell'area
La Promenade plantée dunque sfrutta l'antica linea che dal 1859 collegava la gare de la Bastille a Verneuil-l'Étang passando per Vincennes. Disattivata il 14 dicembre 1969, la linea è stata in parte integrata nella Linea A 'Île-de-France della RER (Réseau express régional), lasciando in abbandono il troncone Parigi-Vincennes.

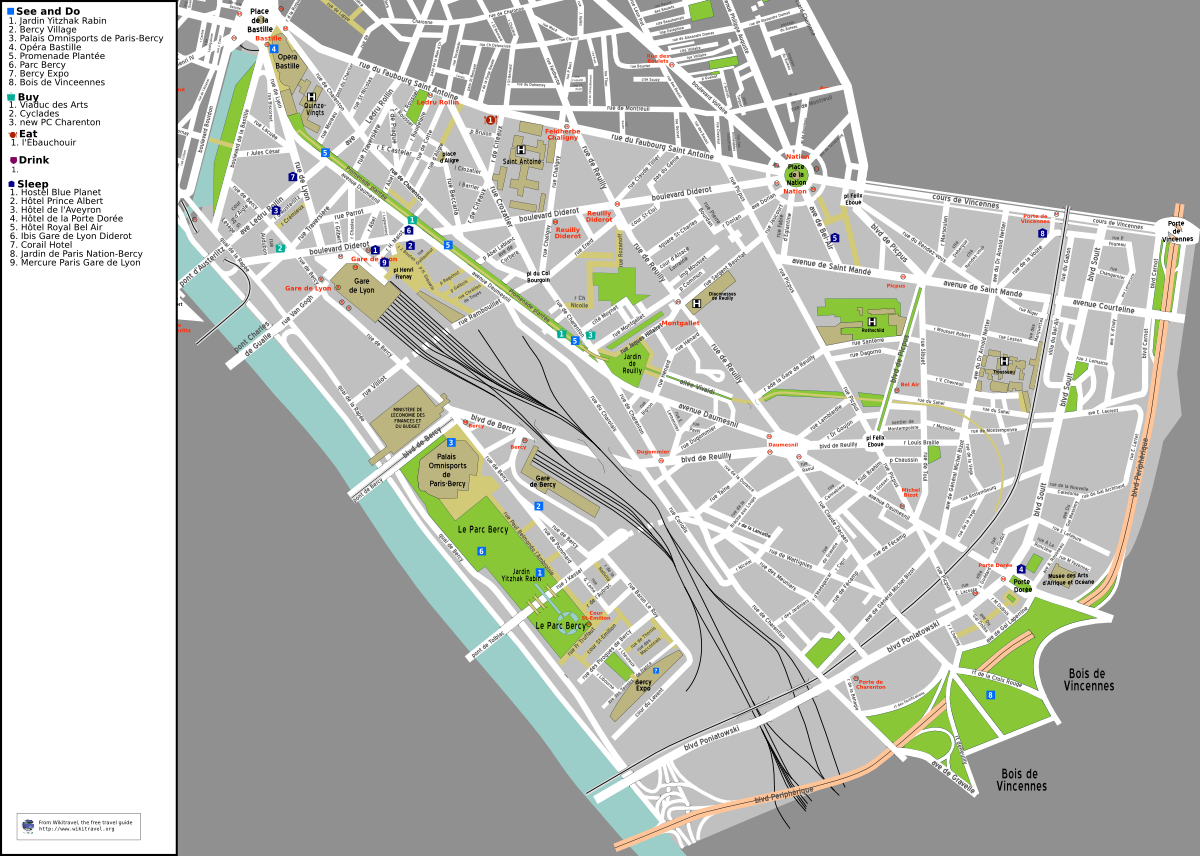
Mappa del XII arrondissement con il tracciato della Promenade

La zona è stata ristrutturata a partire dal 1980. Nel 1984 la stazione Bastille è stata demolita per far posto alla costruzione dell'opéra Bastille. Il progetto ZAC (Zone d'aménagement concerté) Reuilly ha preso l'avvio due anni dopo, nel 1986. Tale progetto ha previsto il recupero in chiave di spazio verde del tracciato ferroviario compreso fra l'avenue Daumesnil e le vie Montgallet e Reuilly, incluso il tratto di Promenade plantée   place de la Bastille e la porte de Montempoivre.
La Promenade è stata costruita a partire dal 1988 su progetto del paesaggista Jacques Vergely e dell'architetto Philippe Mathieux ed è stata inaugurata nel 1993. Le arcate del Viadotto delle Arti (Viaduc des Arts) sono state ripristinate nel 1989. Su questo percorso è stata inaugurata poi sempre nel 1989 una nuova piazza, intitolata square Charles-Péguy.. Il Giardino della stazione di Reuilly, infine, è stato inaugurato nel 1995

## LaPromenadenel cinema

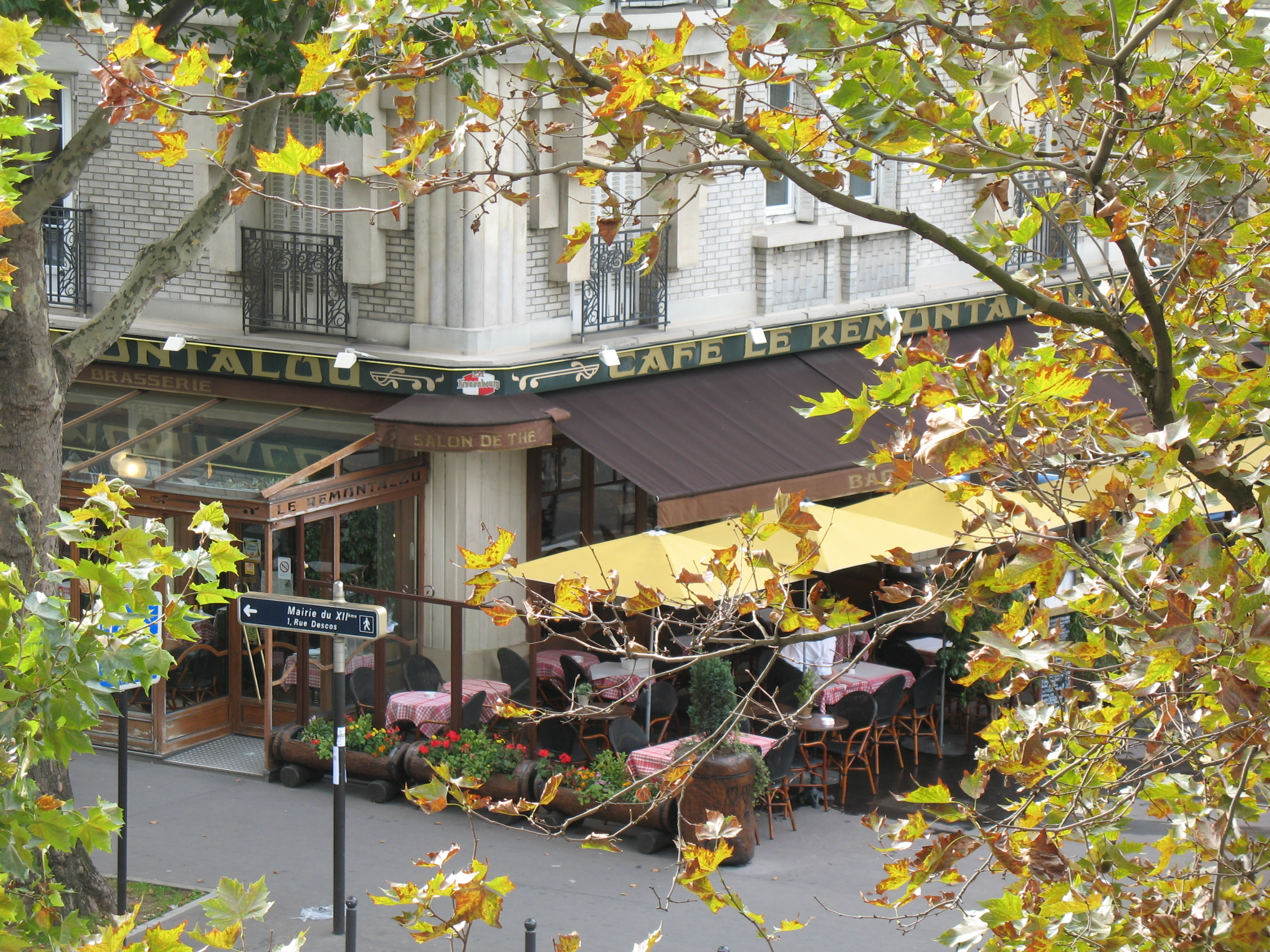
Uno scorcio sul sottostante boulevard dalla Promenade (autunno 2010)

La Promenade plantée è servita come location per alcune sequenze del film Before Sunset, diretto da Richard Linklater nel 2004 e interpretato da Ethan Hawke e Julie Delpy.